# Mitokondrie
Et mitokondrie (af græsk μίτος mitos, ”tråd”, og χονδρίον chondrion, diminutiv af chondros, ”korn”) er inden for cellebiologi betegnelsen for et organel, som findes i de fleste eukaryote celler. Et mitokondrie måler mellem 0,5 og 1,0 mikrometer (μm) i diameter. Mitokondrier kaldes ofte ”cellens kraftværker”, fordi de producerer hovedparten af cellens adenosintrifosfat (ATP), der rummer kemisk energi. Ud over energiproduktion er mitokondrier involveret i en række andre processer såsom cellesignalering, celledeling og apoptose (programmeret celledød), og de medvirker desuden ved overvågningen af cellens cyklus og vækst. Mitokondrier er også knyttet til visse sygdomme – herunder mitokondriesygdomme og hjertedysfunktion – og menes at spille en rolle i aldringsprocessen.
Antallet af mitokondrier i en celle varierer afhængigt af organisme- og vævstype. Nogle celler indeholder kun ét mitokondrie, men de fleste indeholder flere tusinde mitokondrier. Røde blodlegmer indeholder ingen mitokrondrier. Mitokondriet er opdelt i specialiserede funktionelle områder. Disse områder omfatter ydermembranen, det intermembranøse rum, indermembranen, cristae og matrix. Mitokondrielle proteiner varierer alt efter væv og art. Hos mennesket er der blevet identificeret 615 typer af proteiner i hjertets mitokondrier, og i rotters mitokondrier er der blevet fundet 940 proteiner. Mitokondrier har også deres eget genom, som har vist sig at minde om bakteriers genomer.

## Historie
De første observationer af mitokondrielignende intracellulære strukturer blev offentliggjort i 1840'erne. Richard Altmann identificerede dem som organeller og kaldte dem "bioblaster". I 1898 gav Carl Benda dem navnet 'mitokondrier'. I 1904 opdagede Friedrich Meves mitokondrier i planter (i åkander). Som den første satte B.F. Kingsbury dem i 1912 i forbindelse med cellerespiration, dog kun på baggrund af morfologiske undersøgelser. Philip Siekevitz kaldte dem i 1957 for "cellens kraftværker".

## Struktur
Mitokondrier er omsluttet af en ydre og indre membran, der begge består af et dobbeltlag af fosfolipider og proteiner. De to membraner har forskellige egenskaber. På grund af de to membraner kan mitokondriet opdeles i fem områder:
1. Ydermembranen
2. Det intermembranøse rum (mellemrummet mellem yder- og indermembranen)
3. Indermembranen
4. Cristae (fingerlignende indfoldninger i indermembranen)
5. Matrix (området inden for indermembranen)

### Ydermembranen
Mitokondriets ydermembran, der omslutter hele mitokondriet, har et protein/fosfolipid-forhold svarende til en eukaryot celles plasmamembran (cirka 1:1 målt på vægt). I ydermembranen er der indlejret poriner (en type kanalprotein), der tillader molekyler på op til 5000 Dalton at diffundere fra den ene til den anden side af ydermembranen. Store proteiner transporteres gennem membranen af proteinkomplekser kaldt TOM (translocase of the outer membrane): En signalsekvens for enden af proteinets N-terminus mødes med en receptor på komplekset, hvilket igangsætter aktiv transport. Beskadigelse af ydermembranen kan medføre, at proteiner i det intermembranøse rum lækker ud i cytosolen og slår cellen ihjel. Ydermembranen kan fusionere med membranen i det endoplasmatiske reticulum (ER) i en særlig struktur ved navn MAM (mitokondrie-associeret ER-membran). Dette er vigtigt for calciumsignaleringen mellem ER og mitokondrierne og udvekslingen af lipider mellem ER og mitokondrier.

### Det intermembranøse rum
Det intermembranøse rum er mellemrummet mellem yder- og indermembranen. Det kaldes også det perimitokondrielle rum. Fordi den ydre membran er gennemtrængelig for små molekyler, er koncentrationen af små molekyler (f.eks. ioner og kulhydrater) den samme som i cytosolen. Proteiner, der er store molekyler, må dog have en specifik signalsekvens for at blive transporteret gennem ydermembranen, så proteinsammensætningen i det intermembranøse rum er forskellig fra den i cytosolen. Et protein, der findes i det intermembranøse rum, men ikke i cytosolen, er cytokrom C.

### Indermembranen
Indermembranen indeholder proteiner med fem typer funktioner:
1. Enzymer, der udfører redoxreaktioner i forbindelse med oxidativ fosforylering
2. ATP-syntase, som danner adenosintrifosfat (ATP) i matrix
3. Specifikke transportproteiner, der regulerer passagen af nærings- og affaldsstoffer ind og ud af matrix
4. Proteinimportører
5. Mitokondrielle fusions- og fissionsproteiner

Indermembranen indeholder mere end 151 forskellige polypeptider og har et meget højt protein/fosfolipid-forhold (mere end 3:1 målt på vægt svarende til 15 fosfolipider pr. protein). Indermembranen rummer cirka 1/5 af den samlede proteinmængde i et mitokondrie. Derudover er indermembranen rig på et usædvanligt fosfolipid: Cardiolipin. Dette fosfolipid blev oprindeligt fundet i hjerter fra tamkvæg i 1942 og er karakteristisk for mitokondriers membraner og bakteriers plasmamembraner. Cardiolipin er et "dobbelt" fosfolipid og indeholder derfor to fosfatgrupper samt fire fedtsyrer, og er med til at gøre indermembranen uigennemtrængelig. I modsætning til ydermembranen er der ikke indlejret poriner i indermembranen, hvilket øger dens uigennemtrængelighed for alle slags molekyler. Stort set alle ioner og molekyler behøver derfor hjælp fra specielle transportproteiner for at passere denne membran. Proteiner transporteres ind i matrix via proteinkomplekset TIM (translocase of the inner membrane) eller via komplekset Oxa1. Desuden er der et membranpotential over indermembranen, som skyldes enzymers udpumpning af hydrogenioner (H+) fra matrix som led i elektrontransportkæden.

#### Cristae
Indermembranen danner talrige folder kaldt cristae, som udvider indermembranens overfladeareal, hvilket styrker dens evne til at producere ATP. For et typisk levermitokondrie er arealet af indermembranen omtrent fem gange så stor som ydermembranens areal. Forholdet varierer dog, og i celler med større behov for ATP kan mitokondrierne have flere cristae. Folderne er besat med små runde legemer kendt som F1-partikler eller oxysomer. Disse legemer er små invaginationer af indermembranen med betydning for den kemiosmotiske funktion.
Et nyligt studium inden for matematisk modellering peger på, at cristae’ne i filamentøse mitokondrier på grund af deres optiske egenskaber kan påvirke udviklingen og udbredelsen af lys i væv.

### Matrix
Matrixen er mitokondriets inderområde, der er omsluttet af indermembranen. Den indeholder omkring 2/3 af alt protein i et mitokondrie. Matrixen spiller sammen med indermembranens ATP-syntase en central rolle i syntesen af ATP. Matrixen er rig på enzymer (den indeholder flere hundrede forskellige slags) og indeholder desuden mitokondrielle ribosomer, tRNA og kopier af mitokondriets eget DNA-molekyle. Enzymernes hovedopgaver er oxidation af pyruvat og fedtsyrer samt opgaver i forbindelse med citronsyrecyklussen.
Som nævnt har mitokondrier deres eget arvemateriale (DNA), og de har også det nødvendige maskineri til syntese af RNA og proteiner (læs også: proteinsyntese). Der er blevet fundet 16.569 basepar i humant mtDNA. Disse koder for 37 gener: 22 for tRNA, 2 for rRNA og 13 for peptider. De 13 mitokondrielle peptider er indbygget i indermembranen. Andre proteiner, hvis opbygning er indkodet i cellekernens DNA, er også indbygget i indermembranen.

### Mitokondrie-associeret ER-membran
Den mitokondrie-associerede ER-membran (MAM) er en struktur, der spiller en væsentlig rolle for cellens fysiologi og homøostase. Med elektronmikroskopi blev det opdaget, at mitokondriets ydermembran kan binde sig til membranen i ER, og dette er blevet bekræftet ved hjælp af fluorescensmikroskopi. Undersøgelser har vist, at afstanden mellem mitokondrierne og ER blot er 10-25 nm ved MAM, og at de to membraner holdes sammen af komplekser af bindingsproteiner.
Oprenset MAM fra subcellulær fraktionering har vist sig at være rig på enzymer involveret i udvekslingen af fosfolipider samt kanaler til calciumsignalering. Dette tyder på, at mitokondrier spiller en vigtig rolle i oplagringen af lipider og ved signaltransduktion.

#### Transport af fosfolipider
MAM er rig på enzymer involveret i lipid-biosyntesen såsom fosfatidylserin-syntase på ER-siden og fosfatidylserin-decarboxylase på mitokondriesiden. Fordi mitokondrier er dynamiske organeller, der konstant deler sig eller fusionerer med hinanden, har de brug for en vedvarende og velreguleret forsyning af fosfolipider for at holde deres membraner ved lige. Mitokondrier er dog ikke kun opsamlingssted for de fosfolipider, hvis syntese de færdiggør; mitokondrier virker også som mellemstation for færdige og halvfærdige fosfolipider og medvirker desuden ved ceramid- og kolesterolmetabolismen og glykosfingolipid-anabolismen.
Denne intracellulære trafik afhænger af MAM, der har vist sig at formidle transporten af halvfærdige lipider imellem organeller. Mens lipider normalt transporteres i vesikler, tillader den korte afstand mellem ER og mitokondriets ydermembran, at de ”springer” fra den ene membran til den anden. Forunderligt nok kræver denne usædvanlige og tilsyneladende besværlige mekanisme ikke energi fra ATP. Mekanismen har tværtimod vist sig at være afhængig af særlige proteinkomplekser kaldt ERMES (ER-mitochondria encounter structure). Det er dog endnu usikkert, om dette kompleks direkte hjælper lipiderne med at springe fra membran til membran eller blot holder membranerne tilstrækkeligt tæt sammen, til at lipiderne kan springe uden at forbruge energi.
MAM ser også ud til at fungere som mellemstation mellem ER og Golgiapparatet i den proces, der fører til dannelse og sekretion af very-low-density lipoprotein (VLDL).

#### Calciumsignalering
MAM hjælper også ER og mitokondrierne med at udveksle calciumioner. Udvekslingen foregår via komplekser af glykoproteinet IP3R, der fungerer som Ca2+-kanal i ER-membranen. På MAM findes også calciumreceptoren VDAC1, der tillader frie calciumioner i cytosolen at trænge ind i mitokondrierne. Mitokondriers evne til at fungere som afløb for Ca2+ skyldes den elektrokemiske gradient, som er opbygget ved oxidativ fosforylering, og som gør transporten af Ca2+ til en exergon (ikke-energikrævende) proces.

## Organisering og forekomst
Mitokondrier findes i næsten alle eukaryoter. De varierer i antal og placering alt efter celletype. Encellede organismer indeholder ofte ét enkelt mitokondrie. I menneskets leverceller findes der derimod mellem 1000 og 2000 mitokondrier i hver celle, hvor de udgør op til 1/5 af cellens volumen. Mitokondrier findes imellem myofibriller i muskler og omkring sædcellers flagel. De danner ofte et komplekst tredimensionalt netværk med værtscellens cytoskelet. Cytoskelettet bestemmer mitokondriernes form og kan således påvirke deres funktion. Det er sandsynligt, at det intermediære filament vimentin, der findes i cytoskelettet, har betydning for mitokondriernes binding til cytoskelettet.
Røde blodlegemer og terminale keratinocytter (i hudens yderste lag) har ikke mitokondrier. Røde blodlegemer danner ATP udelukkende ved glykolyse.

## Funktion
Mitokondriernes hovedfunktion er at producere adenosintrifosfat (ATP), der forsyner cellen med energi. ATP afgiver energi ved omdannelse til adenosindifosfat og uorganisk fosfat (Pi), og denne reaktion kan derfor drive energikrævende (endergone) reaktioner i cellen. Ud over ATP-produktion tjener mitokondrierne en række andre formål. Energien bundet i ATP stammer fortrinsvis fra oxidation (forbrænding) af pyruvat, selvom mitokondrier også kan oxidere lipider.

### Energiomdannelse
Mitokondriets indermembran indeholder et stort antal proteiner, der medvirker til produktionen af ATP. Første skridt i dannelsen af ATP er oxidationen af pyruvat, som er blevet dannet af glukose i cellens cytosol. Oxidationen af pyruvat, kendt som cellulær respiration, kræver tilstedeværelse af ilt. Har cellen ikke adgang til ilt, nedbrydes cellens glukose ved anaerob fermentering. Denne proces foregår uafhængigt af mitokondrierne. Produktionen af ATP ved nedbrydning af glukose via aerob respiration er cirka 13 gange så effektiv som ved fermentering. Det er for nylig blevet opdaget, at planters mitokondrier kan producere små mængder ATP uden ilt ved i stedet at bruge nitrit.

#### Pyruvat og citronsyrecyklussen
Hvert pyruvat-molekyle, som dannes ved glykolyse i cytosolen, transporteres ved aktiv transport gennem mitokondriets indermembran til matrix, hvor det oxideres og bindes til coenzym A under dannelse af CO2, acetyl-coenzym A (acetyl-CoA) og NADH.
Acetyl-CoA oxideres videre af enzymer, der hører til citronsyrecyklussen (Krebs’ cyklus). Disse enzymer findes i matrix med undtagelse af succinat-dehydrogenase, som er bundet til indermembranen som en del af respiratorisk kompleks II. I citronsyrecyklussen oxideres (forbrændes) acetyl-CoA via mange mellemled til CO2. Ved denne proces dannes reducerede cofaktorer (tre molekyler NADH og ét molekyle FADH2 for hvert molekyle acetyl-CoA). Disse cofaktorer tjener som elektronkilder for elektrontransportkæden. Ved processen dannes også et molekyle GTP (som let omdannes til ATP).

#### NADH og FADH2: elektrontransportkæden
Energien fra NADH og FADH2 overføres trinvist til ilt (O2) via elektrontransportkæden. NADH og FADH2 dannes i matrix via citronsyrecyklussen, men dannes også i cytoplasmaet ved glykolyse. (NADH dannet i cytoplasma kan som NAD+ (oxideret form) transporteres ind i mitokondriets matrix ved hjælp af malat og en antiporter. Inde i matrix reduceres NAD+ tilbage til NADH). Proteinkomplekser i indermembranen (NADH-dehydrogenase, cytokrom-C-reduktase og cytokrom-C-oxidase) varetager overførslen af elektroner til ilt, og energien, som herved frigøres, bruges til at pumpe hydrogenioner (H+) ud i det intermembranøse rum. Det hænder, at elektroner binder til ilt for tidligt, så der opstår reaktive iltradikaler som f.eks. superoxid (O2-). Dette kan forårsage oxidativ stress i mitokondriet og skade dets funktion, hvilket menes at være årsag til aldringsprocessen.
Når koncentrationen af hydrogenioner i det intermembranøse rum øges, opbygges en stærk elektrokemisk gradient over indermembranen. Hydrogenionerne kan vende tilbage til matrix via ATP-syntase-komplekset, hvorved deres energi bruges til at syntetisere ATP ud fra ADP og uorganisk fosfat (Pi). Processen kaldes kemiosmose og blev første gang beskrevet af Peter D. Mitchell, der i 1978 modtog nobelprisen i kemi for sit arbejde. I 1997 blev en del af nobelprisen i kemi givet til Paul D. Boyer og John E. Walker for deres opklaring af ATP-syntases virkemåde (den tredje modtager var danske Jens C. Skou for opdagelsen af natrium-kalium-pumpen).

#### Varmeproduktion
Under visse forhold kan hydrogenionerne vende tilbage til mitokondriets matrix uden at bidrage til ATP-syntesen. Denne proces kaldes hydrogenion-lækage og skyldes hydrogenionernes faciliterede diffusion ind i matrix. Den potentielle energi, som findes i den elektrokemiske energi, omdannes til varme i stedet for at bindes i ATP. Processen varetages af en H+-kanal kaldt thermogenin eller UCP1. Thermogenin er et protein på 33.000 Da, der blev opdaget i 1973. Thermogenin findes primært i brunt fedtvæv. Brunt fedtvæv findes hos pattedyr og optræder i størst mængde tidligt i livet og hos dyr i dvale. Hos mennesker er mængden af brunt fedtvæv størst ved fødslen, hvorefter mængden svinder ind med alderen.

### Lagring af calciumioner
Mængden af frie calciumioner (Ca2+) i cellen kan regulere en række reaktioner og er vigtig for signaltransduktion i cellen. Mitokondrier kan lagre calciumioner kortvarigt og hjælper således med at opretholde cellens calciumbalance. Deres evne til hurtigt at optage calcium til senere frigivelse gør dem til gode ”cytosoliske buffere” for calcium. Det endoplasmatiske reticulum (ER) er det væsentligste calciumdepot i cellen, og der hersker et betydeligt samspil mellem mitokondrier og ER med hensyn til lagring af calcium. Calciumionerne transporteres passivt gennem mitokondriernes indermembran til matrix af en calcium-uniporter. Transporten drives hovedsageligt af mitokondriernes membranpotential, der skyldes mængden af elektroner på indersiden og hydrogenioner (H+) på ydersiden af indermembranen. Transport af calcium-ioner ud af mitokondrierne kan foregå via en natrium-calcium-antiporter eller via ”calcium-induceret calciumfrigivelse”. Frigivelse af calciumioner kan ændre cellens membranpotential drastisk. Dette kan aktivere en række sekundære budbringerproteiner, som kan igangsætte processer som frigivelse af neurotransmitter i nerveceller eller hormoner i kirtelceller.

### Øvrige funktioner
Mitokondrier spiller en central rolle i mange andre opgaver, herunder:
- Regulation af membranpotential[30]
- Apoptose (programmeret celledød)[46]
- Calciumsignalering (herunder calcium-initieret apoptose)[47]
- Regulation af cellens stofskifte[48]
- Visse reaktioner i hæm-syntesen[49]
- Steroidsyntese[41]

Visse mitokondrielle funktioner udføres kun i specifikke celletyper. Eksempelvis indeholder mitokondrierne i leverceller enzymer, der gør dem i stand til at afgifte ammoniak, der dannes som affaldsprodukt ved forbrænding af proteiner. En mutation i et af generne, der regulerer en af disse funktioner, kan resultere i mitokondriesygdomme.

## Regulering af celledeling
Mitokondriers indflydelse på celledeling er blevet undersøgt ved hjælp af HeLa-celler (livmoderhalskræftceller). Tumorceller kræver en rigelig forsyning af adenosintrifosfat (ATP) for at syntetisere bioaktive molekyler som lipider, proteiner og nukleotider, der er nødvendige for hurtig celledeling. Hovedparten af ATP’en i tumorceller dannes ved oxidativ fosforylering. Forstyrrelse af denne mekanisme har vist sig at standse cellen i dens cyklus, hvilket tyder på, at mitokondrier spiller en rolle ved celledeling. Mitokondriel ATP er også vital for regulering af cellevolumen, koncentration af opløste stoffer samt cellestruktur. ATP-niveauet varierer afhængigt af fase i cellecyklussen, så tilsyneladende er der en sammenhæng mellem ATP-mængden og cellens evne til at genindtræde i cyklussen. Selvom de specifikke mekanismer endnu ikke er kendte, tyder studier på, at kontrolpunkter imellem faser i cellecyklussen kontrollerer mængden af tilgængelig energi, før cyklussen får lov at fortsætte.

## Oprindelse
Mitokondrier har meget til fælles med prokaryoter. Af den grund menes de at nedstamme fra endosymbiotiske prokaryoter.
Et mitokondrie indeholder DNA, der er organiseret som kopier af det samme cirkulære kromosom. Dette mitokondrielle kromosom rummer gener for bl.a. de redox-enzymer, der indgår i respirationskæden. Det mitokondrielle genom koder for rRNA og 22 tRNA-molekyler, som er nødvendige for translation af mRNA til protein. Den cirkulære DNA-struktur findes også hos prokaryoter; desuden minder mitokondriets genetiske kode, der afviger en anelse fra den universelle genetiske kode, om proteobakteriernes genom. Disse forhold underbygger, at forløberen for mitokondriet, det såkaldte protomitokondrie, tilhørte proteobakteriernes række. Mere præcist menes protomitokondriet at have været nært beslægtet med rickettsierne (en gruppe prokaryote parasitter). Det præcise slægtskab mellem mitokondriets forløber og alfa-proteobakterierne samt spørgsmålet om, hvorvidt mitokondriet opstod samtidig med eller senere end cellekernen, står dog fortsat hen i det uvisse.
Et nyligt studium foretaget af forskere ved University of Hawai’i at Mānoa og Oregon State University tyder på, at SAR11-bakterierne (Pelagibacteraceae), der forekommer i meget stort antal i havet, og mitokondrierne i de fleste eukaryote celler har en fælles ”stamfar”.
Ribosomerne, som det mitokondrielle DNA koder for, minder om bakterielle ribosomer med hensyn til størrelse og struktur. De ligner det bakterielle 70S-ribosom og ikke de cytoplasmatiske 80S-ribosomer, som dannes af nukleolus i cellekernen.
Det endosymbiotiske forhold mellem mitokondrier og deres værtsceller blev populariseret af Lynn Margulis. Ifølge den såkaldte endosymbiontteori udviklede mitokondrierne sig fra bakterier, der på en eller anden måde overlevede at blive endocyteret af en anden celle og siden blev en del af dennes cytoplasma. Bakteriernes evne til at udføre respiration i værtscellerne, der tidligere havde fået al deres energi fra glykolyse og fermentering, gav disse værtsceller en betydelig evolutionær fordel. På samme måde fik værtsceller i symbiose med bakterier, der var i stand til at udføre fotosyntese, en fordel. Denne symbiose udvidede det område, som værtscellerne kunne leve i, ganske betydeligt. Det symbiotiske forhold opstod sandsynligvis for mellem 1,7 og 2 milliarder år siden.
Nogle få grupper af encellede eukaryoter har ikke mitokondrier: mikrosporidierne, metamonader og archamoebae. Disse grupper fremgår som de mest primitive eukaryoter, når de vises på fylogenetiske træer lavet ved hjælp af rRNA-information, hvilket kunne tyde på, at de opstod før mitokondrierne. Dette er dog ikke rigtigt: De er i virkeligheden afledte grupper af mitokondrier og rummer gener og organeller fra mitokondrier (f.eks. mitosomer og hydrogenosomer).

## Genom
Mitokondrier har selvstændige arveanlæg (DNA), og det skyldes formentlig, at de har været selvstændige, bakterieagtige organismer engang. Mitokondrie-DNA'et bliver kun videreført af moren. Farens mitokondrie-DNA går så at sige til grunde, når han selv dør. Heraf taler nogen om den mitokondrielle Eva.
Menneskets mitokondrielle genom består af et cirkulært DNA-molekyle med 16.569 basepar. Det mitokondrielle genom koder for 37 gener: 13 for subunits i de respiratoriske komplekser I, III, IV og V, 22 for mitokondriel tRNA (for de 20 almindelige aminosyrer samt en ekstra for hver af de to aminosyrer leucin og serin) samt 2 for rRNA. Hvert mitokondrie kan indeholde 2-10 kopier af sit DNA.
Ligesom for prokaryoter er der en stor andel af kodende DNA og ingen gentagelsessekvenser. Mitokondrielle gener transskriberes til multigene transskripter, som kløves og polyadenyleres for at blive til modne transskripter. Mitokondrielt DNA koder kun for ca. 5 % af de proteiner, der er nødvendige for mitokondriets funktion; det er generne i cellekernen, der koder for de fleste, og disse proteiner må transporteres ind i mitokondriet. Det præcise antal gener indkodet i henholdsvis cellekernen og det mitokondrielle DNA varierer med arten. Det mitokondrielle genom er generelt cirkulært, men undtagelser er kendt. Generelt mangler mtDNA introns, hvilket er tilfældet for det humane mitokondrielle genom; der er dog blevet fundet introns i visse eukaryoters mtDNA, f.eks. hos gær og protister, herunder Dictyostelium discoideum.
Hos dyr består det mitokondrielle genom af ét enkelt cirkulært kromosom, der er omtrent 16.000 basepar langt og indeholder 37 gener. Genernes placering kan variere. Den cirkulære struktur ses dog ikke hos menneskelusen (Pediculus humanus). I stedet er deres mitokondrielle genom fordelt på 18 små cirkulære kromosomer, der hver er 3-4 tusind basepar lange og har mellem 1 og 3 gener. Dette mønster ses også hos andre sugende lus, men ikke hos bidende lus. Det har vist sig, at der mellem de små kromosomer kan ske rekombination.
Mitokondriers genetiske kode afviger en anelse fra den universelle genetiske kode. Dette blev forudsagt allerede i 1973, men først bevist i 1979, da forskere, der undersøgte generne i menneskets mitokondrier, slog fast, at generne benyttede sig af en alternativ kode. Siden er der blevet opdaget forskellige varianter af denne alternative mitokondrielle kode. Hos mitokondrier er de tre codons AUA, AUC og AUU tilladte start-codons.
| Organisme           | Codon    | Standard  | Mitokondrier |
| ------------------- | -------- | --------- | ------------ |
| Pattedyr            | AGA, AGG | Arginin   | Stop         |
| Hvirvelløse dyr     | AGA, AGG | Arginin   | Serin        |
| Svampe              | CUA      | Leucin    | Threonin     |
| Alle de ovenstående | AUA      | Isoleucin | Methionin    |
| Alle de ovenstående | UGA      | Stop      | Tryptofan    |

Nogle af disse forskelle skyldes RNA-redigering (ændring af RNA-sekvensen ved f.eks. tilføjelse eller konvertering af nukleosider), som er almindeligt for mitokondrier. Tidligere troede man, at CGG i højerestående planter kodede for tryptofan i stedet for arginin; det blev dog opdaget, at codonet i den editerede RNA-sekvens var UGG, der svarer til den universelle genetiske kode for tryptofan. Bemærkelsesværdigt er det, at den mitokondrielle genetiske kode hos leddyr har undergået en parallel evolution inden for samme række, således at nogle organismer translaterer AGG til aminosyren lysin.
Mitokondrielle genomer har langt færre gener end de bakterier, som mitokondrier menes at nedstamme fra. Nogle er helt gået tabt, og mange er blevet overført til cellekernen, eksempelvis dem, der koder for underenhederne i respiratorisk proteinkompleks II. Nogle få organismer, f.eks. Cryptosporidium, har mitokondrier, der fuldstændig mangler DNA, muligvis fordi alle deres gener er gået tabt eller er blevet overført. Hos Cryptosporidium har mitokondrierne et anderledes ATP-syntese-apparat, der gør parasitten resistent over for almindelige mitokondrie-inhibitorer såsom cyanid, azid og atovaquon.

## Formering og nedarvning
Mitokondrier deler sig ved binær fission, der minder om bakteriers formering; i modsætning til bakterier er mitokondrier dog også i stand til at fusionere med andre mitokondrier. Reguleringen af mitokondriers deling varierer fra eukaryot til eukaryot. Hos mange encellede eukaryoter er mitokondriernes vækst knyttet til cellecyklussen. Et mitokondrie kan eksempelvis dele sig synkront med cellekernen. Delings- og adskillelsesprocessen må kontrolleres nøje, således at hver dattercelle får mindst ét mitokondrie. Hos andre eukaryoter (f.eks. pattedyr) deler mitokondrierne sig hovedsageligt som respons på værtscellens energibehov og i mindre grad som led i cellecyklussen. Når en celles energibehov er stort, vil mitokondrierne vokse og dele sig. Når energibehovet derimod er lille, nedbrydes eller inaktiveres mitokondrierne. Hos flercellede eukaryoter fordeles mitokondrierne tilsyneladende tilfældigt i de to datterceller, når en celle deler sig (i modsætning til hos encellede eukaryoter). Undersøgelse af mitokondriers dynamik, det vil sige forholdet mellem mitokondriers fusion og fission, har vist, at funktionelle og strukturelle ændringer i mitokondriers morfologi spiller en vigtig rolle ved mange sygdomme.
Et individs mitokondrielle gener nedarves ikke på samme måde som generne i cellekernen. Typisk nedarves mitokondrierne kun fra den ene af forældrene. Når en menneskelig ægcelle bliver befrugtet af en sædcelle, bidrager æggets og sædens cellekerner ligeligt til zygotens DNA. Derimod stammer mitokondrierne og dermed også det mitokondrielle DNA fra ægcellen alene. Sædcellens mitokondrier trænger ind i ægcellen, men bidrager ikke med genetisk information til embryoet. Tværtimod mærkes de paternelle mitokondrier med signalstoffet ubiquitin, der gør, at de senere nedbrydes i embryoet. Ægcellen indeholder relativt få mitokondrier, men det er udelukkende disse, som overlever og deler sig for at forsyne organismens celler med mitokondrier. Af den grund nedarves mitokondrier næsten udelukkende maternelt (fra moren). Dette fænomen ses hos de fleste organismer, heriblandt samtlige dyrearter. Hos nogle arter kan mitokondrierne dog nedarves paternelt (fra faren). Dette er normalt hos visse nåle- og takstræer. Det menes at ske ganske sjældent hos mennesker. Ifølge en nylig teori forbliver mitokondrier, der forkorter mænds levetid, i systemet, fordi mitokondrier kun nedarves fra moren. Mitokondrier, der forkorter kvinders levetid, vil derimod sjældnere nå at blive videreført til næste generation, således at disse mitokondrier ”vælges fra” ved naturlig selektion. Af den grund menes kvinder og dyr af hunkøn at leve længere end individer af det modsatte køn. Forfatterne bag teorien hævder, at dette er en delvis forklaring.
Det forhold, at mitokondrier nedarves fra den ene af forældrene, nedsætter sandsynligheden for genetisk rekombination mellem forskellige linjer af mitokondrier, selvom et enkelt mitokondrie kan indeholde 2-10 kopier af sit DNA. Derfor menes mitokondrier at dele sig ved binær fission. Visse studier tyder dog på, at der kan ske rekombination i mtDNA. Enzymerne, der er nødvendige for rekombination, findes i pattedyrsceller. Desuden er der tegn på, at mitokondrier hos dyr kan undergå rekombination. For mennesker er dataene mere usikre, men der er indirekte beviser for, at rekombination forekommer. Hvis der ikke forekommer rekombination, udgør hele mtDNA-sekvensen et enkelt haplotype, som gør det nyttigt i studiet af en populations evolutionære historie.

## Evolutionære studier
Fordi der stort set ikke dannes nye genkombinationer i mitokondriets DNA, er mtDNA et nyttigt værktøj i populationsgenetik og evolutionsbiologi. Idet al mtDNA nedarves som en enkelt enhed (haplotype), kan videreførelsen af mtDNA fra individ til individ illustreres som et genetisk træ. Et sådant træ kan bruges til at udlede en befolknings evolutionære historie. Det klassiske eksempel er udforskningen af menneskets udvikling, og man taler om den mitokondrielle Eva, der tænkes at være ophav til alle nulevende menneskers mtDNA. Ved at undersøge og sammenligne mutationer i mtDNA fra fossiler (en metode kendt som det molekylære ur) er det muligt at finde ud af, hvornår den mitokondrielle Eva levede, og hvornår mennesket således blev en selvstændig art. Et andet eksempel er sekventeringen af mtDNA fra knogler af neandertalere. Den relativt store forskel på mtDNA-sekvensen hos neandertalere og moderne mennesker tolkes som et bevis på, at der ikke er sket krydsninger mellem neandertalere og den moderne menneskerace.
Mitokondrielt DNA fortæller dog kun om kvindernes udvikling inden for en befolkning og derfor ikke nødvendigvis om hele befolkningens udvikling. Der kan delvist kompenseres for dette ved at undersøge paternelle gensekvenser, f.eks. Y-kromosomets ikke-rekombinerende region. Ikke desto mindre må der inddrages cellekerne-DNA i undersøgelserne for at tegne et mere præcist billede af en befolknings udviklingshistorie.

## Funktionsfejl og sygdomme

### Mitokondriesygdomme
På grund af mitokondriernes vigtige rolle i cellestofskiftet udgør skader på mitokondrier og deraf følgende funktionsfejl en væsentlig årsag til en række menneskelige sygdomme. Mitokondriesygdomme viser sig ofte som neurologiske forstyrrelser, men kan også føre til myopati, diabetes, multipel endokrinopati samt en række andre systemfejl. Sygdomme forårsaget af mutationer i det mitokondrielle DNA inkluderer Kearns-Sayre-syndrom, MELAS-syndrom og Lebers arvelige opticusneuropati. I hovedparten af tilfældene overføres sygdommen af en kvinde til hendes børn, idet zygoten får sine mitokondrier og dermed sit mtDNA fra ægcellen. Sygdomme som Kearns-Sayre-syndrom, Pearsons syndrom og progressiv ekstern ophthalmoplegi menes at skyldes vidtgående ændringer i mtDNA’et, mens nogle af de andre, såsom MELAS-syndrom, Lebers arvelige opticusneuropati og MERRF (myoclonic epilepsy with ragged red fibers), skyldes punktmutationer i mtDNA.
Ved andre sygdomme fører defekter i cellekernens gener til funktionsfejl hos mitokondriernes proteiner. Dette er tilfældet for Friedreichs ataksi, arvelig spastisk paraplegi samt Wilsons sygdom. Disse sygdomme nedarves dominant ligesom de fleste andre genetiske sygdomme. Mutationer i de af cellekernens gener, der koder for de af mitokondriets enzymer, der foretager oxidativ fosforylering, kan føre til underskud af coenzym Q10 og Barths syndrom. Hvis et individ er prædisponeret for en mitokondriel sygdom, kan miljømæssige faktorer have en udløsende virkning. Eksempelvis menes der at være en forbindelse mellem udsættelse for pesticider og senere udbrud af Parkinsons sygdom.
Danske forskere har impliceret mitokondrielt DNA i Parkinsons sygdom. Andre sygdomme med relation til funktionsfejl i mitokondrierne omfatter skizofreni, bipolar affektiv sindslidelse, demens, Alzheimers sygdom, epilepsi, hjerte-kar-sygdom, retinitis pigmentosa og diabetes mellitus. Den fælles årsag til disse sygdomme menes at være celleskade som følge af oxidativ stress.
Mitokondrie-medieret oxidativ stress spiller en rolle ved kardiomyopati hos patienter med type-2 diabetes. Øget fedtsyretilførsel til hjertet får fedtsyreoptagelsen i kardiomyocytterne til at stige, hvilket medfører en øget oxidation af fedtsyrer i disse celler. Processen øger mængden af reduktionsækvivalenter (NADH og FADH2) til elektrontransportkæden i mitokondrierne, hvilket kan øge mængden af reaktive iltradikaler, idet flere elektroner ”springer over” elektrontransportkæden og binder sig til ilt. Iltradikalerne øger indstrømningen af hydrogenioner (H+) til matrix via adenin-nukleotid-translokatoren (ANT), således at færre hydrogenioner passerer ATP-syntase-komplekset og bidrager til ATP-syntesen (man siger, at mitokondriet ”frakobles”). Frakoblingen fører til øget iltforbrug i mitokondriet, hvilket øger oxidationen af fedtsyrer. På denne måde starter en selvforstærkende proces, der frakobler mitokondriet yderligere. Selvom iltforbruget stiger, følger ATP-syntesen ikke med, fordi mange af hydrogenionerne som nævnt diffunderer ind i matrix uden at bidrage med energi til ATP-syntesen. Den mindskede ATP-mængde fører til energiunderskud, der svækker muskelsammentrækningen. Problemet forværres af, at det sarkoplasmatiske reticulum får sværere ved at frigive calciumioner (Ca2+), og at mitokondrierne får sværere ved at optage Ca2+, hvilket mindsker mængden af Ca2+ i cytosolen ved sammentrækning. Den mindskede Ca2+-mængde svækker sammentrækningen yderligere; samtidig sænker den aktiviteten af dehydrogenase og dermed også ATP-syntesen.

### Mitokondrier og aldringsprocessen
Som nævnt kan de energirige elektroner fra NADH og FADH2 reagere med ilt og danne reaktive iltradikaler, som udsætter mitokondrierne for oxidativ stress. Den oxidative stress mentes at føre til hyppige mutationer i det mitokondrielle DNA (mtDNA). Sammenhængen mellem oxidativ stress og mutationer i mtDNA blev udtænkt allerede i 1956. Den oxidative stress mentes at starte en kædereaktion, idet mutationerne på mtDNA kunne føre til ændret enzymaktivitet og dermed yderligere oxidativ stress. På baggrund af beregninger på antallet af mutationer observeret i mitokondrielt DNA skønnes det dog nu, at der kun sker én mutation i mitokondrielt DNA hvert 7884. år (10-7 til 10-9 pr. base pr. år regnet fra den tidligste stamfar til mennesker og aber), hvilket stemmer overens med skøn over mutationsgraden i autosomalt DNA (10-8 pr. base pr. generation).
Mitokondrier kan undergå forskellige ændringer i forbindelse med aldringsprocessen. Væv fra ældre patienter viser nedsat aktivitet hos enzymerne i respirationskæden. Muteret mtDNA ses dog kun i ca. 0,2 % af meget gamle celler. Sletning af dele af det mitokondrielle genom menes at føre til øget oxidativ stress og hjernecelledød, som kan give Parkinsons sygdom. Debatten går dog på, om mitokondrielle ændringer er årsag til aldringsprocessen eller blot en følge heraf. Et forsøg på mus viste, at flere mutationer i mtDNA førte til forkortet levetid, men ikke en øget mængde iltradikaler. Normale mus ser dog ikke ud til at akkumulere mutationer i deres mtDNA med alderen, hvilket sår tvivl om sammenhængen mellem mutationer i mtDNA og den ”naturlige” aldringsproces.